# John Gideon Millingen
John Gideon Millingen (født 8 september 1782 i London, død 1862 sammesteds) var en engelsk læge. Han var bror til James Millingen.
Millingen gjorde sig kendt i England både som læge og frugtbar belletristisk forfatter.